# Moone Boy
A Moone Boy 2012 és 2015 között vetített ír szitkom sorozat, amelyet Chris O’Dowd alkotta. 
A forgatókönyvet Chris O'Dowd és Nick Vincent Murphy írták. A rendezői Declan Lowney, Ian Fitzgibbon és Chris O’Dowd. A főszerepekben Chris O’Dowd, David Rawle, Deirdre O'Kane, Peter McDonald és Ian O’Reilly láthatóak. A sorozat a Baby Cow Productions, a Sprout Pictures, a Hot Cod Productions és a Grand Pictures gyártásában készült, forgalmazója a Sky One.
Írországban 2012. szeptember 14-től volt látható az Sky One-on. Magyarországon a TV2 Comedy mutatta be 2020. június 27-én

## Cselekmény
Sean Murphy a 12 éves Martin Moone kitalált barátja. Martin a legkisebb és egyetlen fiú gyermek a családban. A család egy kis ír faluban, Boyle-ban él.

## Szereplők
| Színész        | Szereplő            | Magyar hang     |
| -------------- | ------------------- | --------------- |
| Chris O’Dowd   | Sean Caution Murphy | Hevér Gábor     |
| David Rawle    | Martin Moone        | Sándor Barnabás |
| Deirdre O'Kane | Debra Moone         | Zsigmond Tamara |
| Peter McDonald | Liam Moone          | Pál Tamás       |
| Ian O’Reilly   | Padraic O’Dwyer     | Maszlag Bálint  |
| Aoife Duffin   | Trisha Moone        | Nagy Katica     |
| Clare Monnelly | Fidelma Moone       | Pekár Adrienn   |
| Sarah White    | Sinéad Moone        | Hermann Lilla   |
| Johnny Vegas   | Csontropogtató      | Sótonyi Gábor   |
| Steve Wall     | Danny Moone         | Epres Attila    |
| Norma Sheahan  | Linda               | Dögei Éva       |
| Tom Hickey     | Joe nagypapa        | Bácskai János   |

### Magyar változat
- Bemondó: Korbuly Péter
- Magyar szöveg: Otlik Gabriella
- Hangmérnök és Vágó: Bánk Attila
- Gyártásvezető: Lajtai Erzsébet
- Szinkronrendező: Gazdik Katalin
- Produkciós vezető: Gyarmati Zsolt

A szinkront a TV2 Csoport megbízásából a Masterfilm Digital készítette.

## Epizódok
| Évad | Évad | Epizód | Eredeti sugárzás     | Eredeti sugárzás  | Eredeti adó        | Magyar sugárzás     | Magyar sugárzás  | Magyar adó |
| Évad | Évad | Epizód | Évadpremier          | Évadfinálé        | Eredeti adó        | Évadpremier         | Évadfinálé       | Magyar adó |
| ---- | ---- | ------ | -------------------- | ----------------- | ------------------ | ------------------- | ---------------- | ---------- |
|      | 1    | 6      | 2012. szeptember 14. | 2012. október 17. |                    | 2020. június 27.    | 2020. július 11. |            |
|      | 2    | 6      | 2014. február 17.    | 2014. március 24. | 2020. július 18.   | 2020. augusztus 1.  |                  |            |
|      | 3    | 6      | 2015. március 2.     | 2015. április 6.  | 2020. augusztus 8. | 2020. augusztus 22. |                  |            |

## Gyártás
Chris O’Dowd az mondta, hogy: "A Moone Boy egy fantasztikus komédia, mely egy tizenkét éves fiúra összpontosít, akinek képzeletbeli barátja van. A nyolcvanas évek végén / a kilencvenes évek elején járunk. Ez egy igazán vicces sorozat, amely rengeteg animációt és számos nevetést ad, reméli, hogy az emberek szeretni fogják. Alapvető fontosságú volt Írországban forgassuk, és mi volt a nagyszerű Sky-val kapcsolatban, hogy akarták, hogy itt filmezzünk, és igazán támogatottak."
A sorozat a Sprout Pictures közreműködésével készült, a Baby Cow Productions, a Hot Cod Productions és a Grand Pictures közösen. A forgatás 2012 elején kezdték el Boyle-ban és Roscommon megye más helyein, valamint a Wicklow megyében.